# Claudio Velluti
Claudio Velluti (Cagliari, 15 aprile 1939 – Cagliari, 6 marzo 2024) è stato un cestista e altista italiano.

## Pallacanestro
Con la maglia dell'Olimpia Milano vinse due scudetti: nel 1959-60 e nel 1961-62.
Esordì in Nazionale nel 1959, e disputò gli Europei nel 1959 e nel 1963. Collezionò 31 presenze in maglia azzurra, con 51 punti realizzati.
I suoi figli, Marco e Simone, seguirono le orme paterne giocando per anni nei campionati nazionali.

## Atletica leggera
Specialista nel salto in alto, rappresentò la Nazionale in due occasioni: a Oslo contro la Svezia, e contro la Jugoslavia.

## Carriera professionale extra sportiva
Rientrato a Cagliari dopo i tre anni nell'Olimpia Milano, pur proseguendo l'attività cestistica nelle file del Brill Cagliari, si laureò in medicina e chirurgia all'Università degli Studi di Cagliari. Si specializzò poi in ortopedia e traumatologia, divenendo uno stimato ortopedico. Nominato professore ordinario divenne direttore della Clinica Ortopedica e della Scuola di Specializzazione in Ortopedia e Traumatologia, della Scuola di Medicina Fisica e Riabilitazione dell'Università degli Studi di Cagliari nonché docente incaricato alla Cattedra di Malattie dell'Apparato Locomotore all'Università di Cagliari.

## Palmarès
- Campionato italiano: 2

Olimpia Milano: 1959-60, 1961-62